# Hot Rod Racers
Hot Rod Racers es un videojuego de carreras desarrollado por Silent Bay Studios y publicado por Miniclip para navegador web, iOS, Android y Windows Phone. Fue lanzado el 22 de enero de 2014.

## Jugabilidad
Hot Rod Racers es un juego de carreras en tres dimensiones en el que se pueden conducir todo tipo de vehículos diferentes por peligrosos circuitos urbanos donde todo vale.
Hot Rod Racers incluye un modo historia dividido en trece episodios que presentan a diferentes personajes. Algunos de ellos son pilotos rivales contra los que se compite, mientras que otros son policías, mecánicos y promotores de carreras.
Entre carreras, se puede utilizar el dinero que se gana para mejorar el vehículo. Se pueden mejorar los frenos, dirección y motor si se quiere seguir ganando cuando se llega a las carreras más difíciles del juego.
Además de las carreras normales en las que se compite contra la inteligencia artificial, Hot Rod Racers da acceso a todo tipo de pruebas diferentes para practicar mientras se intenta conseguir determinados objetivos.